# De förenade FNL-grupperna (sånggrupperna)
De förenade FNL-grupperna var inte bara ute på gatorna för att samla stöd for FNL, man hade också sånggrupper (som till exempel Freedom Singers) och spelade in fyra LP-skivor, som man gav ut på det egna förlaget Befria Södern.

## Diskografi

### Album
- Till det kämpande Vietnam (1971)
- Vietnam är nära (1972). Titelspåret är en ny text till en melodi av Mikis Theodorakis, skriven av Maria FNL-grupp och framför av en grupp som kallas "Folkets musik". Skivan innehåller 15 låtar.
- Framtiden är vår (1974)

### Singel
- Vietnam, Kambodja befriade (1975)